# Paul Bremer
Lewis Paul Bremer III, född 30 september 1941 i Hartford i Connecticut, är en amerikansk diplomat. Han är mest känd för att ha lett den civila administrationen i Irak efter den USA-ledda invasionen 2003. Han efterträdde Jay Garner på denna position den 6 maj 2003. Den 28 juni 2004 överlämnade han officiellt makten till Iyad Allawi, som tillträdde som Iraks premiärminister.

## Biografi
Paul Bremer utbildades på 1960-talet vid Yale University (avlade examen 1963), Harvard University (MBA 1966) och Paris universitet. Strax efter sin examen arbetade Bremer för olika myndigheter i bl.a. Afghanistan och Malawi. Under 1970-talet var han verksam vid olika amerikanska myndigheter, både i USA och internationellt. Han har bl.a. arbetat som assistent till Henry Kissinger och Alexander Haig (1981). Bremer utsågs 1983 till USA:s ambassadör i Nederländerna och 1986 till ambassadör för terrorismbekämpning. Efter att ha lämnat diplomatbanan arbetade han för Kissingers internationella konsultfirma Kissinger Associates 1989–2000 samt försäkrings- och riskkapitalföretaget Marsh & McLennan Companies, Inc. På 1990-talet arbetade Bremer för olika amerikanska myndigheter som arbetar med säkerhetsfrågor och har ofta konsulterats av den amerikanska kongressen som expert på internationell terrorism.
Bremer har fått mycket kritik för att han den 23 maj 2003 utfärdade en order om att upplösa den irakiska armén, en åtgärd som av många anses vara en starkt bidragande orsak till den kaotiska säkerhetssituation och det omfattande väpnade uppror som uppstod i Irak efter USA:s invasion.
Utnämningen av Bremer efter invasionen i Irak kritiserades av människorättsgrupper eftersom Bremer var ledande i att lätta på restriktionerna kring CIA:s samarbete med individer och grupper som gjort sig kända för att bryta mot de mänskliga rättigheterna.
Bremer har varit gift med Frances Winfield med vilken han har fått två barn. Bremer talar förutom engelska också franska, norska, persiska och tyska. Han tilldelades Presidential Medal of Freedom 2004.